# Out (film)
Out è un film del 2002, diretto da Hideyuki Hirayama, tratto dal romanzo Le quattro casalinghe di Tokyo di Natsuo Kirino.
Era stato presentato all'oscar nel 2003 per il miglior film straniero, ma la nomina non venne accettata.